# Castel Sant'Elmo

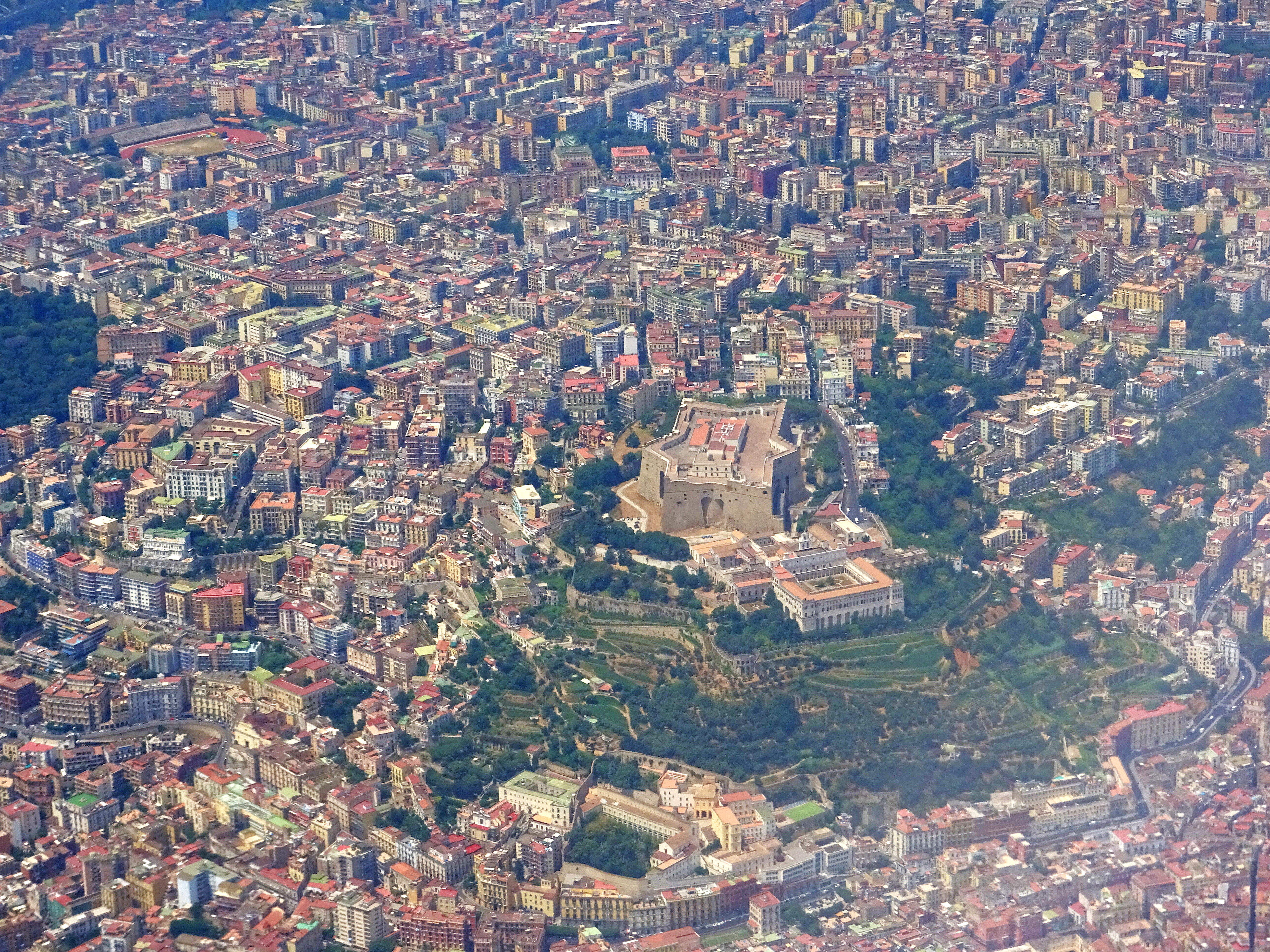
Aerial photograph of Castel Sant’Elmo

Castel Sant'Elmo è un castello medievale, adibito a museo, sito sulla collina del Vomero nei pressi di San Martino a Napoli. Un tempo era denominato Paturcium e sorge nel luogo dove vi era, a partire dal X secolo, una chiesa dedicata a Sant'Erasmo (da cui Eramo, Ermo e poi Elmo). Questo possente edificio (il primo castello per estensione della città), in parte ricavato dalla viva roccia (tufo giallo napoletano), trae origine da una torre d'osservazione normanna chiamata Belforte. Per la sua importanza strategica, il castello è sempre stato un possedimento molto ambito: dalla sua posizione (250 m s.l.m.) si può osservare tutta la città, il golfo di Napoli, e le strade che dalle alture circostanti conducono alla città.
Il castello, oltre che museo permanente (il "Napoli Novecento"), è anche sede di varie mostre temporanee, fiere e manifestazioni: dal 1998 fino al 2011 durante la primavera è stata la sede del Napoli Comicon (dal 2012 spostatosi alla Mostra d'Oltremare). Dal dicembre 2014 il Ministero per i beni e le attività culturali lo gestisce tramite il Polo museale della Campania, nel dicembre 2019 divenuto Direzione regionale Musei. Nel 2016 ha fatto registrare 199 233 visitatori.

## Storia

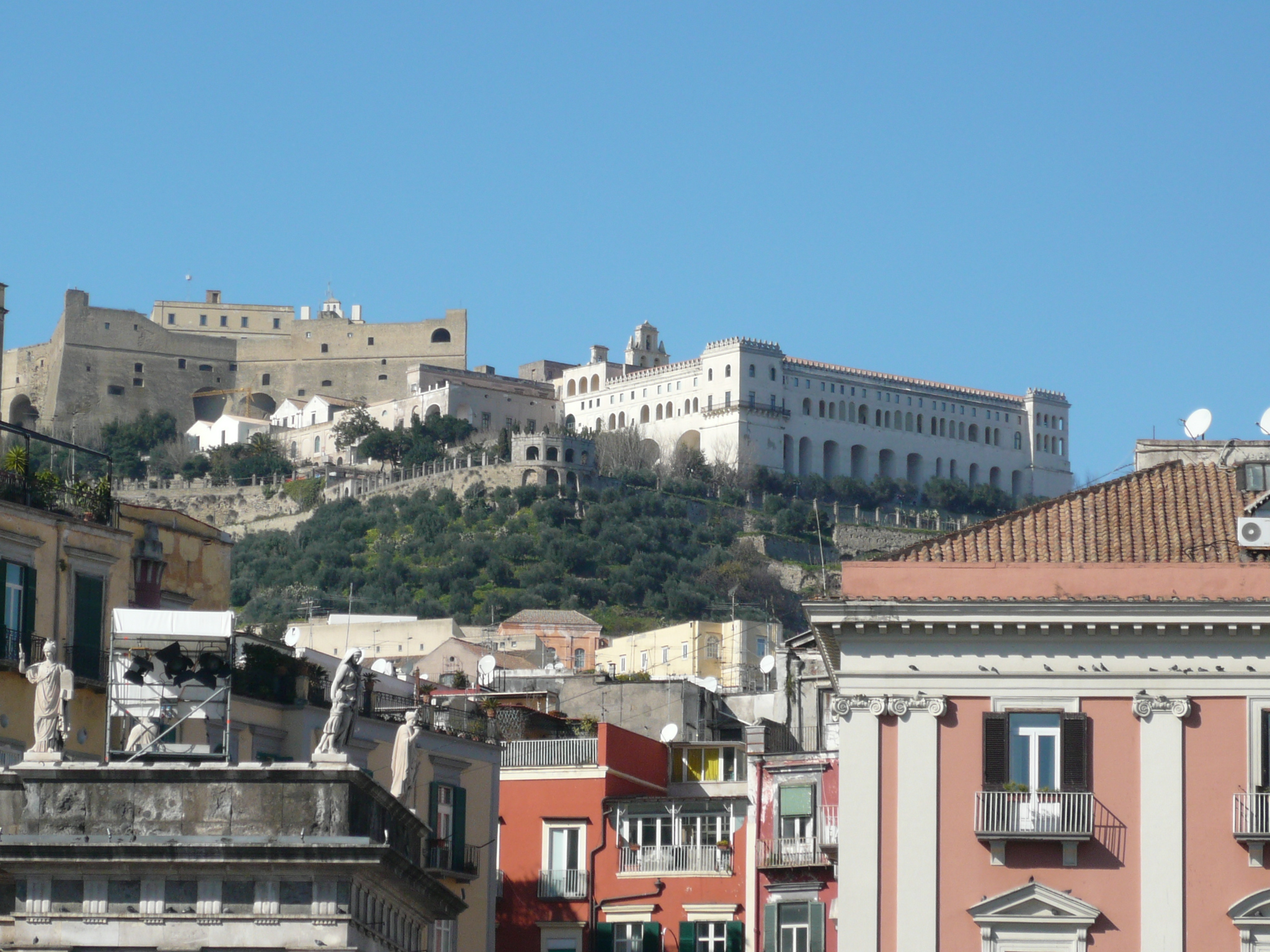
Castel Sant'Elmo e la Certosa di San Martino da piazza del Plebiscito

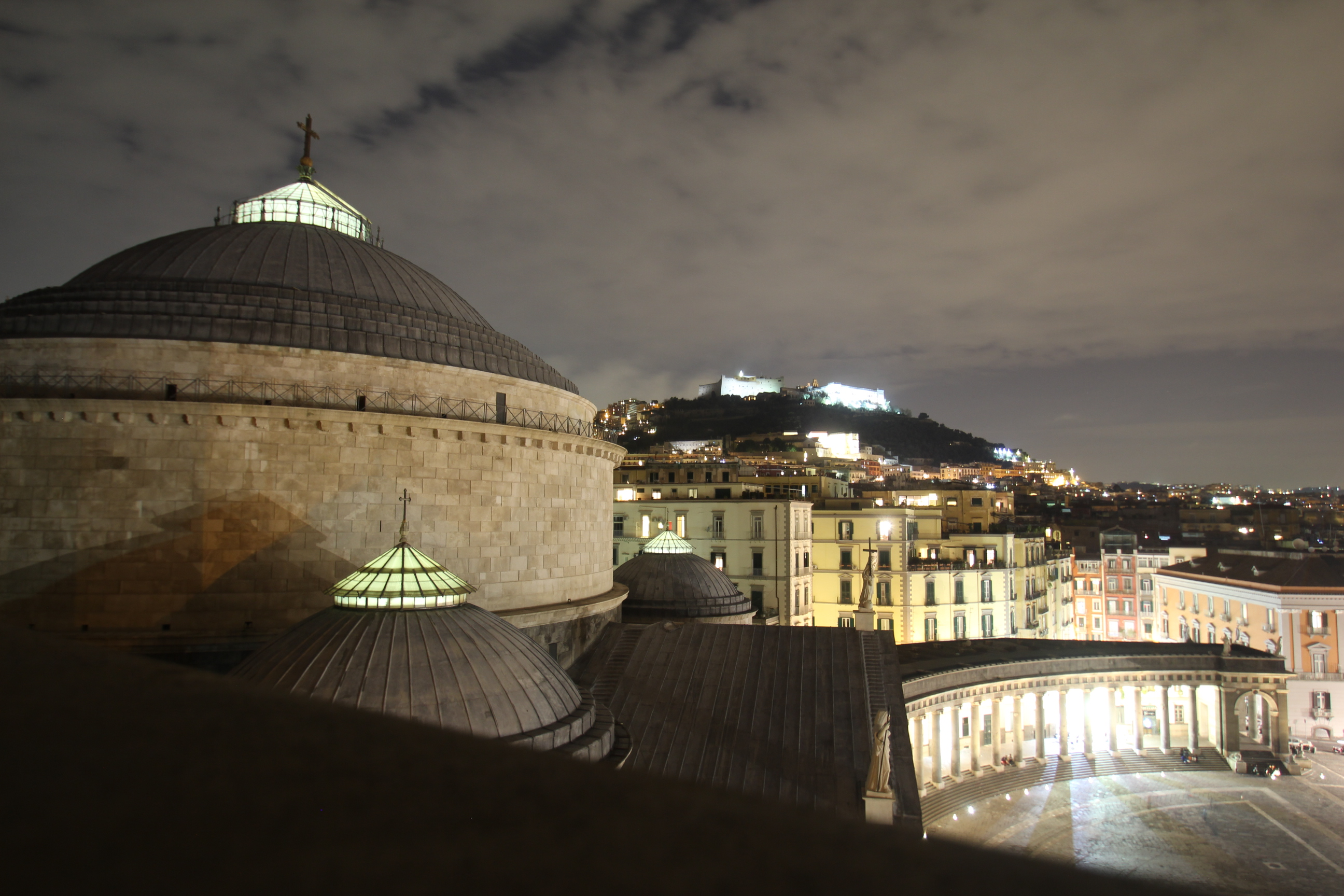
Castel Sant'Elmo e la Certosa di San Martino, in notturna, da piazza del Plebiscito

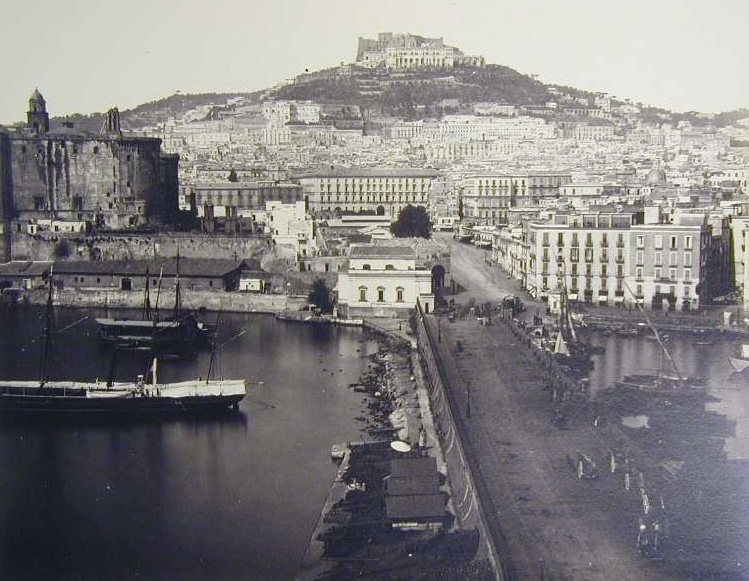
Veduta del castello in una foto di Giorgio Sommer del 1860-70 circa

Le prime notizie storiche sul castello risalgono al 1329, anno in cui Roberto il Saggio ordinò al reggente della Vicaria, Giovanni de Haya, la costruzione di un palazzo, il Palatium castrum, sulla sommità della collina di Sant'Erasmo. Gli architetti incaricati del lavoro furono Francesco de Vico e Tino di Camaino; alla morte di quest'ultimo, nel 1336, gli successe Attanasio Primario e dopo di lui, nel 1340, Balduccio de Bacza; i lavori furono ultimati nel 1343 sotto il regno di Giovanna I d'Angiò.
Il castello ha avuto una lunga storia di assedi: nel gennaio del 1348, dopo l'efferato omicidio di Andrea di Ungheria, ebbe il battesimo del fuoco con il suo primo assedio da parte di Luigi I d'Ungheria, giunto a Napoli per vendicare il fratello la cui uccisione si attribuiva all'uxoricidio da parte della regina Giovanna I d'Angiò. Dopo la resa della regina, il castello fu occupato da Carlo di Durazzo.
Nel 1416 la regina Giovanna II lo vendette per la somma di diecimilacinquecento ducati ad Alfonso d'Aragona. Il castello fu un ambito obiettivo militare quando francesi e spagnoli si contesero il Regno di Napoli. Don Pedro de Toledo lo fece ricostruire nel 1537 su sollecitazione dell'imperatore Carlo V. I lavori furono curati dall'architetto Pedro Luis Escrivà, il quale effettuò una fortificazione dell'intera altura di San Martino: un'epigrafe marmorea lo commemora. La costruzione fu portata a termine dall'architetto Gian Giacomo dell'Acaya nel 1546.
Nel 1587 un fulmine, caduto nella polveriera, fece saltare in aria buona parte della fortezza uccidendo 150 uomini: al suo interno distrusse la chiesa di sant'Erasmo, la palazzina del castellano e gli alloggi militari, arrecando anche danni al resto della città. Nel 1599 si diede inizio ai lavori di ripristino, ultimati nel 1610: furono affidati alla direzione dell’architetto Domenico Fontana. 

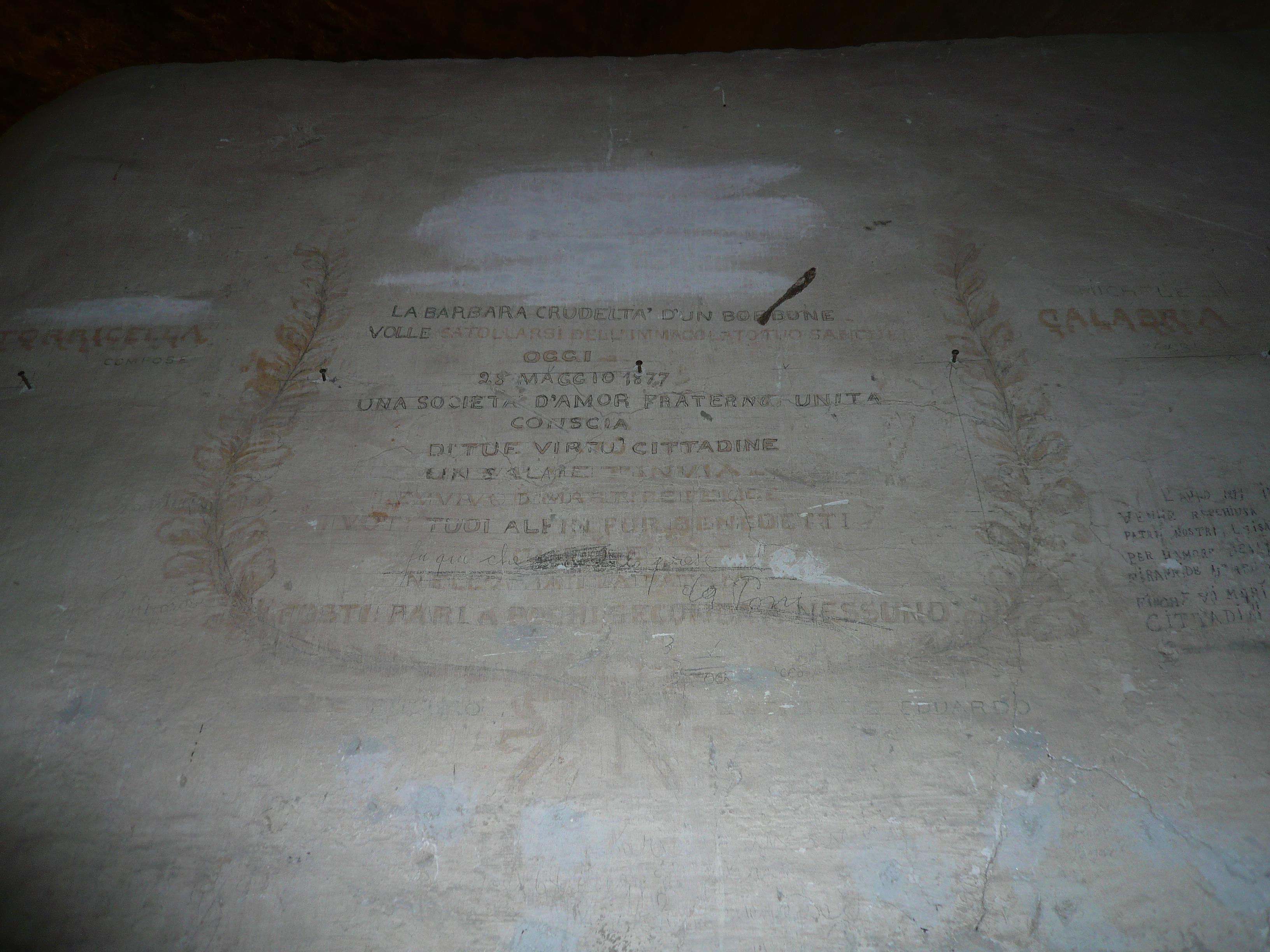
Scritte lasciate nel corso degli anni dai prigionieri rinchiusi nelle celle del Castello

Divenne poi un carcere nel quale furono prigionieri, tra gli altri, il filosofo Tommaso Campanella (dal 1604 al 1608) e Giovanna di Capua, principessa di Conca, nel 1659.
Nel 1647, durante la rivoluzione napoletana, vi si rifugiò il viceré duca d'Arcos, organizzandovi la difesa assieme al castellano Martino Galiano. Il forte, uno degli obiettivi delle forze popolari, non poté tuttavia essere occupato a causa delle discordie insorte nel campo dei rivoltosi. Il duca di Arcos bombardò la città dal castello, infliggendo tuttavia danni relativamente circoscritti che risparmiarono le aree centrali più densamente abitate di Napoli che erano il centro della rivolta.
Nel 1707 fu assediato dagli austriaci; nel 1734 dai Borbone. 
Al tempo della Rivoluzione francese il carcere ospitò alcuni patrioti filogiacobini: Mario Pagano, Giuliano Colonna, Gennaro Serra di Cassano, Ettore Carafa.
Durante i moti del 1799 fu preso dal popolo e poi occupato dai repubblicani, i quali durante l'assedio delle forze francesi, da qui bombardarono alle spalle i lazzari napoletani che erano insorti per opporsi all'occupazione della città. Spazzata via l'ultima resistenza, il 21 gennaio vi piantarono il primo albero della libertà e il 22 vi innalzarono la bandiera della Repubblica Napoletana. 
Alla caduta della Repubblica vi furono rinchiusi Giustino Fortunato, Domenico Cirillo, Francesco Pignatelli di Strongoli, Giovanni Bausan, Giuseppe Logoteta, Luisa Sanfelice e molti altri. Durante il Risorgimento ospitò il generale Pietro Colletta, Mariano d'Ayala, Carlo Poerio, Silvio Spaventa.
Fino al 1952 fu adibito a carcere militare. Nel frattempo la fortezza è passata al Demanio militare, ospitando anche alcuni marinai e le loro famiglie, fino al 1976, anno in cui ha avuto inizio un imponente intervento di restauro ad opera del Provveditorato alle Opere Pubbliche della Campania. Fu aperto al pubblico il 15 maggio 1988; il castello appartiene al Demanio Civile ed è adibito a museo.

## Architettura

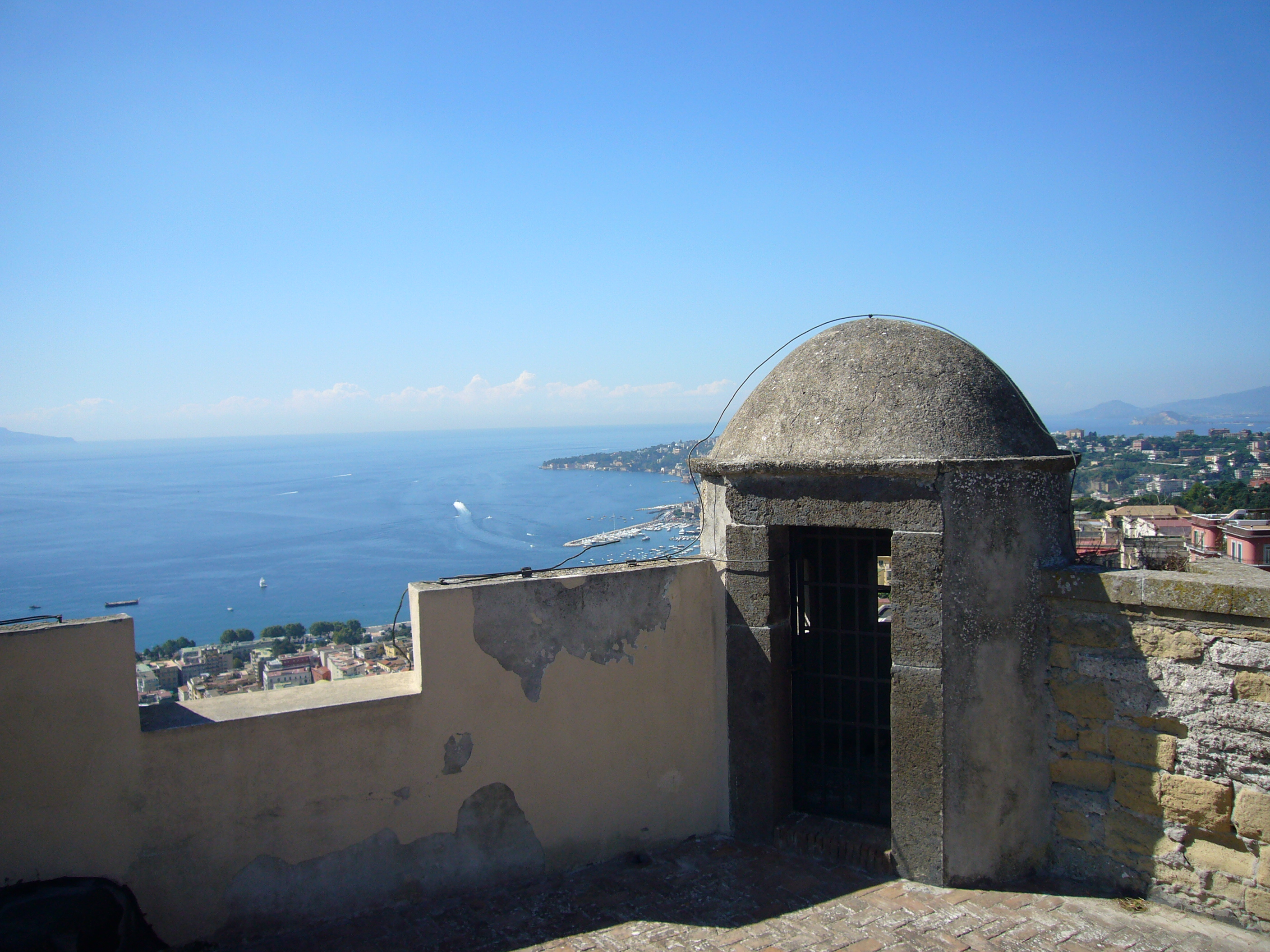
Panorama verso Posillipo dal terrazzo del castello

### Esterno
Il castello rappresenta uno dei più significativi esempi di architettura militare cinquecentesca. Esso ha assunto l'aspetto attuale in seguito ai lavori di fortificazione voluti dal viceré don Pedro di Toledo e realizzati su progetto dell'architetto Luigi Scrivà. Quest'ultimo concepì una pianta stellare con sei punte che sporgono di venti metri rispetto alla parte centrale e collocò, in luogo dei tiranti, enormi cannoniere aperte negli angoli rientranti.
Questa insolita struttura militare priva di torrioni, che suscitò molte critiche al momento dell'edificazione, è risultata negli anni molto funzionale. Cinta da un fossato era dotata di una grande cisterna per l'approvvigionamento d'acqua. Prima del fossato sorge una piccola chiesa dedicata, nel 1682 dagli spagnoli, a Nostra Signora del Pilar.

### Interno

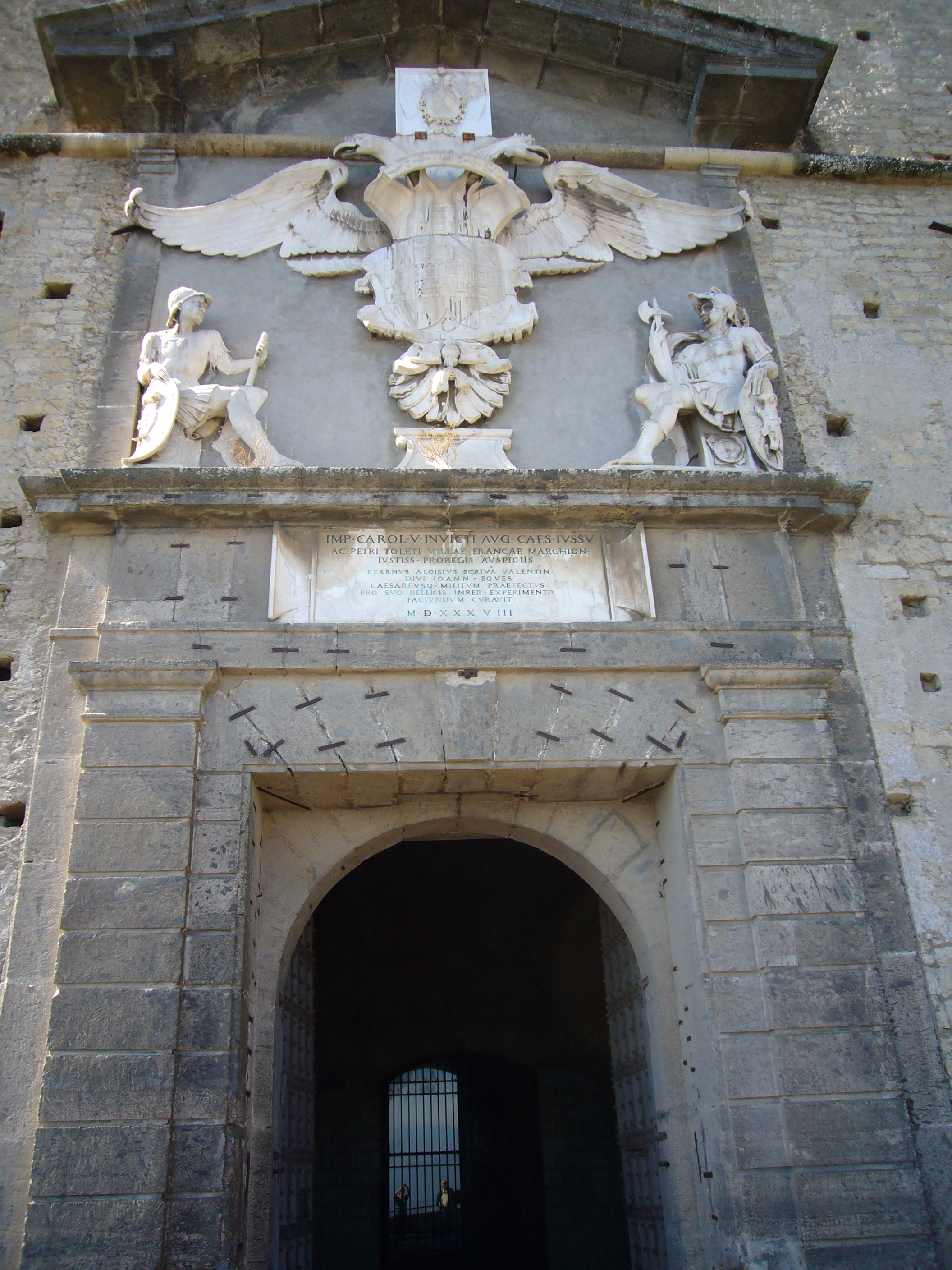
Particolare dell'ingresso

Per accedere all'interno del castello bisogna percorrere una rampa ripida e attraversare un ponticello schermato da mura laterali nelle quali si aprono dodici feritoie per ciascun lato.
Dopo il ponticello vi è la Grotta dell'Eremita, un antro che, secondo la tradizione, avrebbe ospitato in tempi antichissimi un anacoreta.
Sul portale in piperno campeggia lo stemma imperiale di Carlo V, con l'aquila bicipite e un'iscrizione in marmo che ricorda il suo regno ed il periodo vicereale di Pedro di Toledo, marchese di Villafranca. Sette feritoie assicuravano la difesa alle guardie del ponte levatoio qualora fossero state attaccate prima di riuscire a chiudere il ponte.

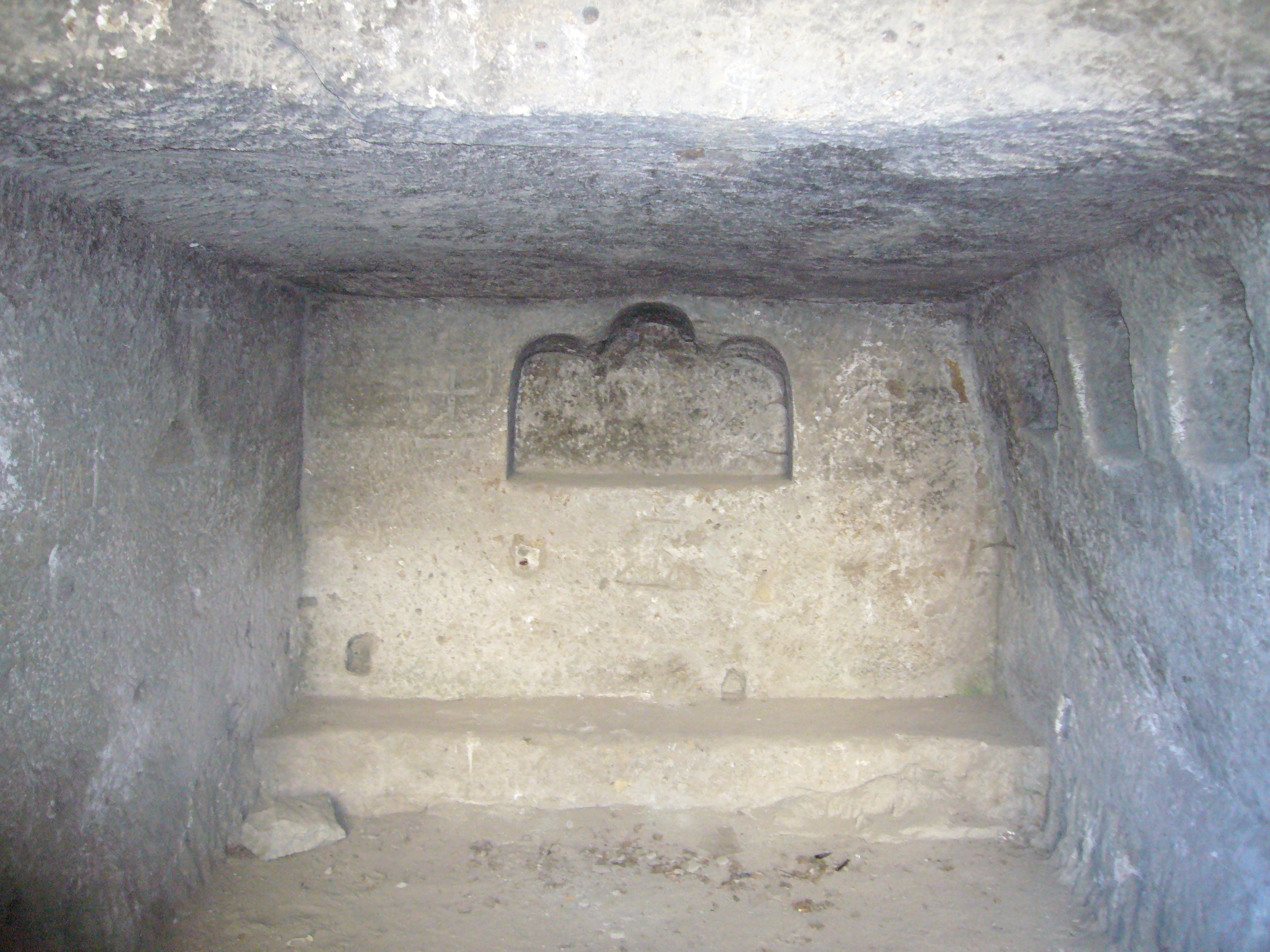
La grotta dell'eremita

Nell'ingresso, a sinistra, è stato collocato, in età napoleonica, un cancello a ghigliottina realizzato nello stile dell'epoca. Dopo questo secondo ingresso ha inizio la rampa finale di ingresso al castello: nella seconda curva si apre, a destra, un'ampia finestra che affaccia sulla città e sul centro storico. Più avanti ancora, sulla destra, un portale in tufo e piperno introduce nei locali adibiti a carcere.
Alla sinistra di questo ambiente si può notare un altro locale con ampia finestra, adibito ancora a prigione, dal quale si intravede il carcere dei prigionieri comuni. Sulla destra della zona d'aria vi è una larga gradinata che conduce ad altre due celle e alla prigione comune. Sulla sinistra del locale adibito a carcere della Sanfelice ci sono i servizi per i carcerati. Ritornando indietro e proseguendo si incontrano sette ampie arcate: la prima si apre sul golfo della città, le altre dominano il centro storico. Prima della piazza d'armi, sulla sinistra, ancora tre spaziose aperture dalle quali si può ammirare un panorama di Napoli che spazia da Capodichino a Capodimonte e alla collina dei Camaldoli.
Sulla Piazza d'Armi si erge la Torre del Castellano: gli ambienti che la compongono rappresentano quanto rimane dell'alloggio del comandante e del personale del castello. La pavimentazione del piazzale è dell'epoca della costruzione. 

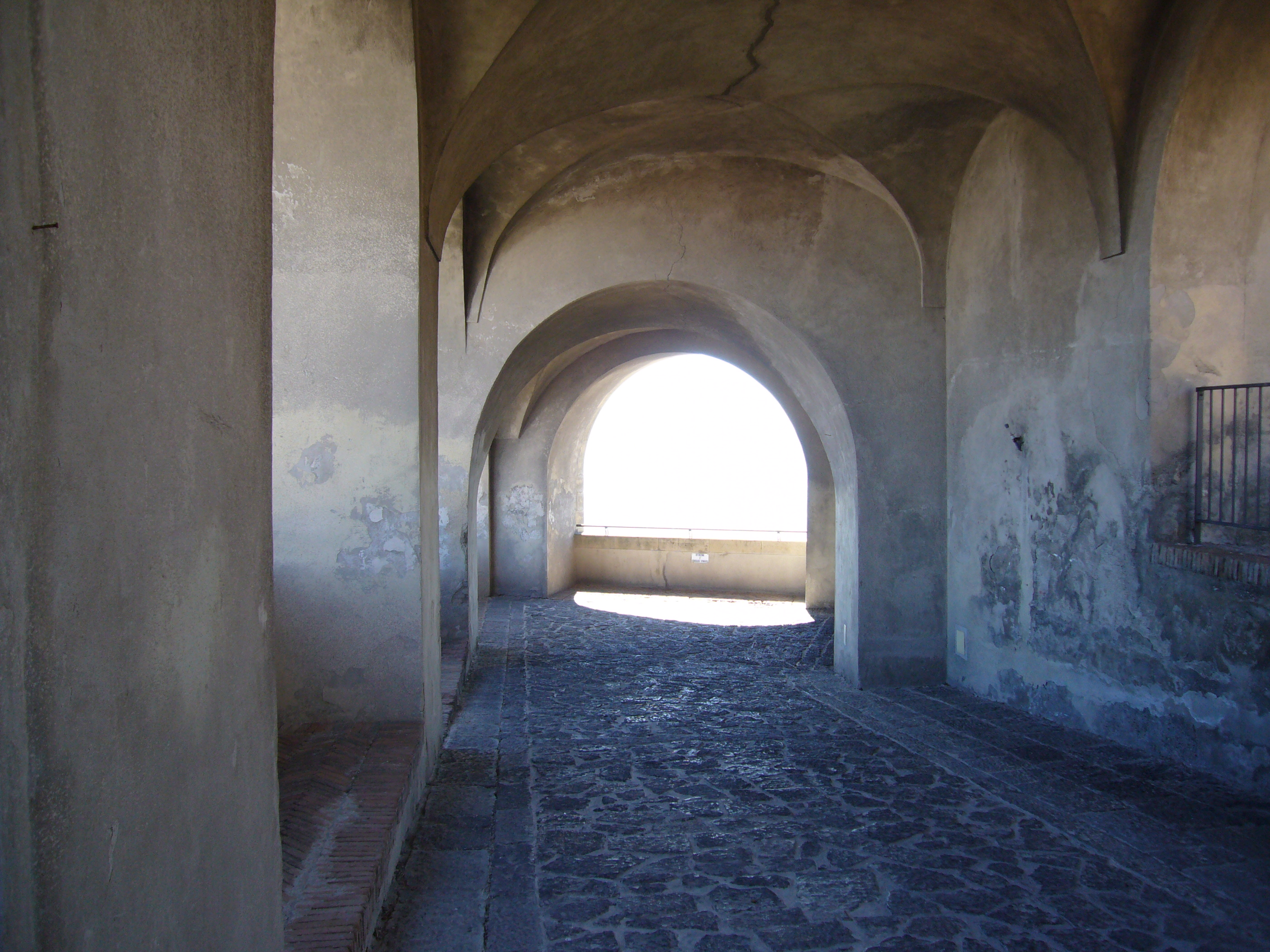
Rampa interna

Al di sotto del piazzale sono due enormi cisterne che assicuravano l'approvvigionamento di acqua al presidio in caso di assedio. Sulla sinistra della torre vi è una piccola rampa, seguendo la quale si giunge ad una terrazza che dà sulla parte occidentale della città. Proseguendo, sulla sinistra, si continua con l'ingresso a quei locali che furono adibiti fin dal 1915 a prigione militare.
Nello spessore delle mura, in epoca moderna, è stato impiantato un serbatoio d'acqua dalla capacità di 400 metri cubi per alimentare la zona del Vomero. All'angolo esterno di questa passeggiata, una garitta borbonica in piperno domina la zona tra il Capo di Posillipo, Nisida, Capo Miseno e tutta la zona Flegrea.
Sul grande piazzale in cima, sorge la piccola chiesa dedicata a Sant'Erasmo, eretta dall'architetto spagnolo Pietro Prato nel 1547. In seguito, la struttura fu rifatta ad opera di Domenico Fontana. Al suo interno conserva un pregevole pavimento in maiolica e cotto, tipico dell'artigianato napoletano, e alcuni dipinti alle pareti, come il San Michele che abbatte il demonio degli anni giovanili di Luca Giordano, il Sant'Oderisio in Gloria davanti alla Madonna della Purità di Antonio De Bellis, il Cristo e l'angelo di Francesco De Maria e una Santa Barbara di un ignoto pittore tardo-manierista. Dietro l'altare si osservano le pietre tombali di alcuni dei castellani come Martino Galiano, Giovanni Buides (1721) e Francisco Vasquez (1776). Sulla volta un affresco rappresentante l'Assunzione di Maria in cielo (XVIII secolo), mentre sul pavimento tre lapidi sepolcrali e sull'altare maggiore una scultura di Sant'Erasmo.
Sulla sinistra si trova uno spazioso ambiente ricavato in epoca recente senza alterare le strutture originarie del castello; è adibito a sala congressi.

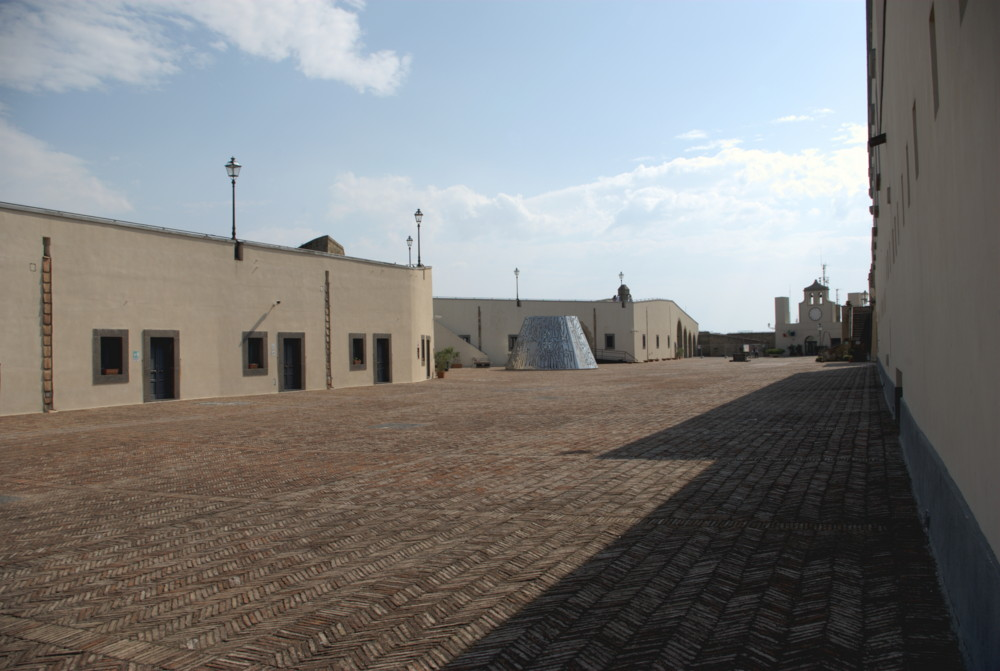
La piazza d'armi

## Museo Napoli Novecento 1910-1980
All'interno del castello, oltre alle mostre temporanee, è allestito stabilmente il Museo Napoli Novecento 1910-1980. Nel museo è possibile vedere alcune opere realizzate da artisti napoletani o legati alla città, realizzate tra il 1910 e il 1980.